# Deltocyathus philippinensis
Deltocyathus philippinensis är en korallart som beskrevs av Stephen D. Cairns och Zibrowius 1997. Deltocyathus philippinensis ingår i släktet Deltocyathus och familjen Caryophylliidae. Inga underarter finns listade i Catalogue of Life.